# 1921 en sport

Cet article présente les faits marquants de l'année 1921 en sport.

## Alpinisme
- 18 mai - 25 novembre : échec d’une expédition britannique sur les pentes de l’Everest. Elle découvre cependant une voie d’accès.

## Athlétisme
- 18 juin : à Pasadena, l'Américain Charlie Paddock court le 110 yards (100,58 m) en 10 s 1/5. Cette performance, qui ne sera dépassée que 35 ans plus tard, ne sera pas homologuée pour des raisons inexpliquées.

## Automobile
- 25 juillet : huitième édition du Grand Prix de France au Mans. Le pilote américain Jimmy Murphy s'impose sur une Duesenberg.
- 4 septembre : première édition du Grand Prix d'Italie à Brescia. Le pilote français Jules Goux s'impose sur une Ballot.

## Baseball
- Les Giants de San Francisco remportent la Série mondiale face aux Yankees de New York.
- Babe Ruth frappe 59 home runs pour les Yankees de New York, établissant un nouveau record dans ce domaine pour la troisième saison consécutive.

## Boxe
- 2 juillet 1921 : match du siècle pour le titre mondial des poids lourds (toutes catégories) opposant Jack Dempsey au Français Georges Carpentier. Carpentier s'incline à cause d'une main droite inutilisable à la suite d'une fracture dès le 2e round.

## Cyclisme
- Le Français Henri Pélissier s’impose sur le Paris-Roubaix.
- Tour de France (26 juin - 24 juillet) : le Belge Léon Scieur s’impose devant le Belge Hector Heusghem et le Français Honoré Barthélémy.
  - Article détaillé : Tour de France 1921

## Football
- Rangers champion d’Écosse.
- Burnley FC champion d’Angleterre.
- 16 avril : Partick Thistle FC remporte la Coupe d’Écosse face aux Rangers, 1-0.
- 23 avril : Tottenham Hotspur remporte la Coupe d’Angleterre face à Wolverhampton Wanderers FC, 1-0
- 24 avril : le Red Star remporte la Coupe de France face à l’Olympique de Paris, 2-1.
- 5 mai : au Stade Pershing de Paris, l'équipe de France s'impose 2-1 face à l'équipe d'Angleterre (Amateurs).
  - Article détaillé : Match de football France - Angleterre (1921)
- 8 mai : Athletic Bilbao remporte la Coupe d’Espagne face à l’Athletic Club Madrid, 4-1.
- Daring champion de Belgique.
- 12 juin : 1.FC Nuremberg champion d’Allemagne.
- 24 juillet : Pro Vercelli champion d’Italie.
- 4 décembre : interdiction faite aux femmes de jouer sur les terrains des membres de la fédération anglaise de football.
  - Article détaillé : 1921 en football

## Football américain
- 1er janvier : les California Golden Bears remportent le Rose Bowl Game face aux Ohio State Buckeyes, 28-0. Avec 9 victoires et aucune défaite ou match nul, California hérite du titre national universitaire 1920.
- Chicago Staleys champion de la National Football League. Article détaillé : Saison NFL 1921

## Football canadien
- Coupe Grey : Argonauts de Toronto 23, Eskimos d'Edmonton 0

## Golf
- L’Américain John Hutchinson remporte le British Open
- L’Américain Jim Barnes remporte l’US Open
- L’Américain Walter Hagen remporte le tournoi de l’USPGA

## Hippisme
- Pro Patria drivé par Th. Monsieur remporte le Prix d'Amérique à l'Hippodrome de Vincennes.
- Ksar monté par G Stern remporte le Prix de l'Arc de Triomphe à l'Hippodrome de Longchamp.

## Hockey sur gazon
- Lille Métropole Hockey Club champion de France masculin

## Hockey sur glace
- Les Sénateurs d'Ottawa remportent la Coupe Stanley 1921.
- 18 février : la Suède remporte le championnat d'Europe.
- Coupe Magnus : les Sports d'Hiver de Paris sont champions de France.
- HC Rosay Gstaad champion de Suisse (Ligue Internationale).
- HC Bellerive Vevey champion de Suisse (Ligue Nationale).

## Jeux olympiques
- Juin : le CIO réunit en congrès à Lausanne se prononce pour l'admission des sports d'hiver à la famille olympique. Après cette décision, les sports d'hiver se tiendront dans un lieu propice et pas obligatoirement dans la ville désignée pour recevoir les Jeux olympiques d'été.

## Joute nautique
- Gustave Bosquère remporte le Grand Prix de la Saint-Louis à Cette.

## Rugby à XV
- L'Angleterre remporte le Tournoi des Cinq Nations en signant un Grand Chelem.
- L'US Perpignan est champion de France.
- Le Gloucestershire champion d’Angleterre des comtés.
- Wellington champion de Nouvelle-Zélande des provinces.

## Tennis
- Championnat de France :
  - Le Français Jean Samazeuilh s’impose en simple hommes.
  - La Française Suzanne Lenglen s’impose en simple femmes.
- Tournoi de Wimbledon :
  - L’Américain Bill Tilden s’impose en simple hommes.
  - La Française Suzanne Lenglen s’impose en simple femmes.
- Championnat des États-Unis :
  - L’Américain Bill Tilden s’impose en simple hommes.
  - L’Américaine Molla Bjurstedt Mallory s’impose en simple femmes.
- Coupe Davis : les États-Unis s'imposent sur le Japon : 5 - 0

## Naissances
- 1er janvier : Alain Mimoun, athlète français († 27 juin 2013).

- 6 janvier : Cary Middlecoff, golfeur américain.
- 30 janvier : Telmo Zarraonandia, dit Zarra, footballeur espagnol. († 23 février 2006).
- 1er avril : Ken Reardon, joueur de hockey sur glace canadien. Ancien joueur des Canadiens de Montréal. († 15 mars 2008).
- 9 avril : Jean-Marie Balestre, dirigeant sportif français. Ancien Président de la FIA, de la FISA et de la FFSA. († 28 mars 2008).
- 15 avril : Ray Poole, joueur américain de foot U.S.. Ancien joueur des New York Giants de 1947 à 1952. († 2 avril 2008).
- 3 mai : Sugar Ray Robinson, boxeur américain. († 13 avril 1989).
- 20 mai : Hal Newhouser, joueur de baseball américain. († 10 novembre 1998).
- 18 juillet : James Couttet, skieur alpin français. († 13 novembre 1997).
- 4 août : Maurice Richard, joueur canadien de hockey sur glace. († 27 mai 2000).
- 27 août : Henri Guérin, footballeur, puis entraîneur français, sélectionneur de l'équipe de France de 1964 à 1966. († 2 avril 1995).
- 2 septembre : Hanggi Boller, joueur suisse de hockey sur glace. († 3 juillet 2007).
- 5 septembre : Karl Decker, footballeur, puis entraîneur autrichien. († 27 septembre 2005).
- 19 septembre : Roy Campanella, joueur de baseball américain. († 26 juin 1993).
- 3 octobre : Ray Lindwall, joueur de cricket australien. († 23 juin 1996).
- 17 octobre : Maria Gorokhovskaya, gymnaste artistique soviétique, morte le 7 juillet 2001.
- 19 octobre : Gunnar Nordahl, footballeur suédois. († 15 septembre 1995).
- 27 octobre : Leonardo Costagliola, footballeur puis entraîneur de football italien. († 7 mars 2008).
- 30 octobre : Bram Appel, 76 ans, footballeur néerlandais. († 31 octobre 1997).
- 6 novembre : Geoff Rabone, joueur néo-zélandais de cricket. († 19 janvier 2006).
- 11 novembre : Ron Greenwood, footballeur puis entraîneur anglais, sélectionneur de l'équipe d'Angleterre de football de 1977 à 1982. († 8 février 2006).